# Unione Sportiva Pro Vercelli 1947-1948
Questa voce raccoglie le informazioni riguardanti l'Unione Sportiva Pro Vercelli nelle competizioni ufficiali della stagione 1947-1948.

## Rosa
| N. |                   | Ruolo | Calciatore           |
| -- | ----------------- | ----- | -------------------- |
|    | Italia (bandiera) | A     | Domenico Accotto     |
|    | Italia (bandiera) | A     | Giovanni Bacciarello |
|    | Italia (bandiera) | A     | Paolo Barbero        |
|    | Italia (bandiera) | A     | Sergio Barbero       |
|    | Italia (bandiera) | C     | C. Berto             |
|    | Italia (bandiera) | D     | Mario Borla          |
|    | Italia (bandiera) | D     | Paolo Brusa          |
|    | Italia (bandiera) | D     | Raimondo Cantone     |
|    | Italia (bandiera) | P     | Ferrari              |
|    | Italia (bandiera) | A     | Domenico Gambino     |
|    | Italia (bandiera) | C     | Luigi Giuliano       |
|    | Italia (bandiera) | C     | Nino Malinverni      |

| N. |                   | Ruolo | Calciatore           |
| -- | ----------------- | ----- | -------------------- |
|    | Italia (bandiera) | C     | Guido Minghetti      |
|    | Italia (bandiera) | D     | Piero Mocca          |
|    | Italia (bandiera) | C     | Domenico Mussino     |
|    | Italia (bandiera) | C     | Antonio Nicolazzini  |
|    | Italia (bandiera) | C     | Guglielmo Oppezzo    |
|    | Italia (bandiera) | A     | G. Palma             |
|    | Italia (bandiera) | A     | Giuseppe Pozzo       |
|    | Italia (bandiera) | D     | Giovanni Pramaggiore |
|    | Italia (bandiera) | P     | Renato Rustico       |
|    | Italia (bandiera) | C     | L. Vercelloni        |
|    | Italia (bandiera) | P     | Zambelli             |